# 関口量治
関口 量治（せきぐち りょうじ、4月12日 - ）は、日本の声優、舞台俳優。埼玉県出身。B-Box を経てフリー。

## 略歴
2018年11月19日、約5年半所属していたB-Boxを退所し、フリーとなる。

## 人物
趣味には読書、器械体操、歌唱をそれぞれ挙げている。

## 出演

### テレビアニメ
2014年
- Wake Up, Girls!
- ガールフレンド（仮）（生徒会 男子生徒C）
- 超爆裂異次元メンコバトル ギガントシューター つかさ

2017年
- 龍の歯医者
- ACCA13区監察課（カナリー）
- 夏目友人帳 陸（生徒たち）

2018年
- ひそねとまそたん（観測員C）
- BANANA FISH（兵士、仲間、囚人、警官、ユン 他）
- CONCEPTION（男たち）

### 劇場アニメ
- BORUTO -NARUTO THE MOVIE-（2015年）[1]
- 詩季織々「陽だまりの朝食」（2018年）

### OVA
- 姉ログ 靄子姉さんの止まらないモノローグ（2014年）
- この男子、石化に悩んでます。（2014年、飯室[1]）
- 熱血人面犬 LIFE IS MOVIE（2014年）

### Webアニメ
- 日本アニメ（ーター）見本市
  - HILL CLIMB GIRL（2014年）
  - イブセキヨル二（2015年）[1]
  - 機動警察パトレイバーREBOOT（2016年）

### ゲーム
- アルケミアストーリー（2017年、セイジ）
- ファイトリーグ（2018年、ガトー・ボナパルト・佐藤[4]、窓極ヒーロー ワイパーマン[5]）

### 舞台
- 秘密結社Crymax第1回公演「オネエ探偵と初恋喫茶」（大河原）
- 2017 LiveStream K-Station（Voistars）
- 2015 劇団空感エンジン 時計[1]

### ドラマCD
- このおれがおまえなんか好きなわけない（クラスメイト男、男子2[6]）

### その他コンテンツ
- LaLa（テレビCM、生徒）
- Voistars（声優ユニット）